# Milan Sova
Milan Sova (* 9. května 1962, Strakonice) je bývalý český fotbalový brankář.
V mládežnických kategoriích hrál ve Strakonicích, kde i začal v roce 1980 seniorskou kariéru. Přes VTJ Karlovy Vary, České Budějovice a VTŽ Chomutov se v roce 1990 dostal do AC Sparta Praha. Nasbíral jen 9 ligových startů (1990/91: 8, 1993/94: 1), dělal dvojku reprezentantům Janu Stejskalovi a později Petru Koubovi. Ve druhé lize nastoupil k více než 150 utkáním a v lize mistrů UEFA odehrál 1 utkání. Se Spartou získal dvakrát ligový titul. Po skončení aktivní kariéry působí jako asistent trenéra a trenér brankářů.
Svůj fotbalový důchod si nyní užívá v okresních soutěžích Mělnicka, kde od srpna 2014 obléká dres Sokolu Dřínov.